# Quận Covington, Alabama
Quận Covington là một quận thuộc tiểu bang Alabama, Hoa Kỳ. Quận được đặt tên theo Leonard Covington của Maryland. Dân số năm 2000 là 37.631 người. Quận lỵ là Andalusia.